# Masguid Amo
Masguid Amo är ett berg i Djibouti. Det ligger i den centrala delen av landet, 120 km väster om huvudstaden Djibouti. Toppen på Masguid Amo är 1 209 meter över havet.
Terrängen runt Masguid Amo är huvudsakligen kuperad, men åt sydost är den bergig. Runt Masguid Amo är det mycket glesbefolkat, med 7 invånare per kvadratkilometer. Det finns inga samhällen i närheten. Trakten runt Masguid Amo är ofruktbar med lite eller ingen växtlighet.